# Euprepiophis
Euprepiophis is een geslacht van slangen uit de familie toornslangachtigen (Colubridae) en de onderfamilie Colubrinae.

## Naam en indeling
De wetenschappelijke naam van de groep werd voor het eerst voorgesteld door Leopold Fitzinger in 1843.
Er zijn drie soorten die voorkomen in Azië tot het in Aziatische deel van Rusland. Veel soorten werden eerder tot andere geslachten gerekend, zoals Coluber, Ablabes, Holarchus en Elaphe.

### Soorten
Het geslacht omvat de volgende soorten, met de auteur en het verspreidingsgebied.
| Naam                                     | Auteur          | Verspreidingsgebied                          |
| ---------------------------------------- | --------------- | -------------------------------------------- |
| Euprepiophis conspicillata               | Boie, 1826      | Japan, Rusland                               |
| Mandarijnslang (Euprepiophis mandarinus) | Cantor, 1842    | India, Myanmar, Laos, Vietnam, Taiwan, China |
| Euprepiophis perlacea                    | Stejneger, 1929 | China                                        |

## Verspreiding en habitat
Alle soorten komen voor in delen van Azië en leven in de landen China, India, Japan, Laos, Rusland, Myanmar, Taiwan en Vietnam.
De habitat bestaat voornamelijk uit vochtige tropische en subtropische bergbossen, gematigde bossen, scrubland en graslanden.

## Beschermingsstatus
Door de internationale natuurbeschermingsorganisatie IUCN is aan alle soorten een beschermingsstatus toegewezen. Twee soorten worden beschouwd als 'veilig' (Least Concern of LC) en de soort Euprepiophis perlacea wordt gezien als 'bedreigd' (Endangered of EN).